# Хитай (Кашкадар'їнська область)
Хитай (узб. Хитой, Xitoy) — міське селище в Узбекистані, в Мубарецькому районі Кашкадар'їнської області.
Населення 2,8 тис. мешканців (1986).
Статус міського селища з 2009 року.